# Porsche Formula E Team
Het Porsche Formula E Team is een Duits autosportteam dat vanaf het seizoen 2019-2020 deelneemt aan de Formule E.

## Geschiedenis
In juli 2017 kondigde Porsche aan dat zij aan het eind van dat seizoen het FIA World Endurance Championship zouden verlaten. Dit was een strategisch besluit, zodat het zich kon voorbereiden op hun Formule E-debuut. In het seizoen 2019-2020 komt het team voor het eerst uit in deze elektrische klasse.
In januari 2019 ontving Porsche hun eerste Formule E-chassis en in maart testten zij de wagen voor het eerst. Een jaar voor hun debuut kondigde het team al aan dat Neel Jani een van de coureurs van het team zou worden. Enkele dagen na het einde van het seizoen 2018-2019 maakte Porsche bekend dat toenmalig Techeetah-coureur André Lotterer het rijdersduo compleet maakte. Het team neemt deel aan het kampioenschap onder de naam TAG Heuer Porsche Formula E Team, naar aanleiding van titelsponsor TAG Heuer.